# Delmitid
Delmitid ist ein experimenteller Arzneistoff, der das Immunsystem künstlich unterdrückt (Immunsuppressivum) und zur Behandlung verschiedener Krankheiten sowie im Bereich der Organtransplantation entwickelt wird. Das Peptid ist ein Produkt der Unternehmen Procter & Gamble und Genzyme und wurde zuvor durch SangStatMedical entwickelt.
Delmitid ist ein oral zu verabreichendes, säurestabiles, topisch aktives Peptid, welches in Phase II/III in den Indikationen chronisch-entzündliche Darmerkrankungen (Colitis ulcerosa, Morbus Crohn), chemotherapieassoziierter Darmtoxizität, Dermatitis
und zur Unterdrückung von Abwehrreaktionen nach Organtransplantation entwickelt wird. Bei systemischer Applikation sind die Indikationen SIRS, Sepsis, Multiorganversagen und COPD anzunehmen, wenngleich hierüber noch keine Studien vorliegen. Delmitid hemmt die HIV-Replikation, wobei der Mechanismus ungeklärt bleibt.

## Wirkungsprinzip
Delmitid hat zwei Wirkprinzipien. Als direkter Hemmstoff führt es zu einer paradox gesteigerten Aktivität der Hämoxygenase, die aus Häm, Kohlenmonoxid (CO) und Bilirubin generiert und dadurch immunsuppressiv und schützend auf die kleinen Blutgefäße wirkt. Als vermutlicher Inhibitor des myd88-irak-traf6 Primärkomplexes hemmt es die Signaltransduktion verschiedener Toll-like Receptoren und des Interleukin-1 (IL-1) und somit die konsekutiven Effekte (Aktivierung der Systeme Nukleärer Faktor κB (NF-κB), p38-mitogenaktivierte Proteinkinase (p38MAPK), Tristetraprolin sowie die mRNA-Stabilität verschiedener Zytokine wie Tumornekrosefaktor Alpha (TNF-α), Interleukin-12 (IL-12), Interleukin-6 (IL-6) und Gamma-Interferon (IFN-γ).

## Entdeckungsgeschichte
Delmitid weist eine ungewöhnliche Entdeckungsgeschichte auf. Einige Human-Leukocyte-Antigen-Moleküle (HLA) weisen besondere immunoregulatorische Eigenschaften auf, die zu statistischen Assoziationen mit bestimmten Erkrankungen führen (Beispiel: alle Mitglieder einer U-Boot-Besatzung erlitten eine Salmonellenvergiftung, nur die HLA-B27-Positiven aber entwickelten eine reaktive Arthritis). In den frühen 1990er Jahren wurden einzelne Peptidfragmente verschiedener HLA-Moleküle auf besondere immunologische Effekte untersucht. Hierbei wurde erkannt, dass ein Dekapeptid des HLA-B27 die mixed lymphocyte reaction hemmen konnte. Ohne Wissen um das eigentliche pharmakologische Ziel wurde eine Batterie von funktionsähnlichen Peptiden generiert und in überschaubaren Systemen evaluiert. So entwickelte man ein Peptid, welches unter den Bezeichnungen RDP-58, RDP-1258, Allotrap-1258 publiziert ist und die Sequenz N-Arg-Nle-Nle-Nle-Arg-Nle-Nle-Nle-Gly-Tyr-C aufweist, wobei Nle [Norleuzin] bedeutet. Leiteigenschaft ist die Fähigkeit, die TNF alpha Produktion zu inhibieren.